# ملال (ترناتة)
ملال هي إحدى مشيخات المملكة المغربية، تتبع جغرافيا لإقليم زاكورة وإداريًا لترناتة. يقدر عدد سكانها بـ 6623 نسمة حسب الإحصاء الرسمي للسكان والسكنى لسنة 2004.